# Дубівка (Гайсинський район)
Дубі́вка — село в Україні, у  Ободівській сільській громаді Гайсинського району Вінницької області. Населення становить 26 осіб.

## Історія
12 червня 2020 року, відповідно розпорядження Кабінету Міністрів України № 707-р «Про визначення адміністративних центрів та затвердження територій територіальних громад Вінницької області», село увійшло до складу Ободівської сільської громади.
19 липня 2020 року, в результаті адміністративно-територіальної реформи і ліквідації Тростянецького району, село увійшло до складу Гайсинського району.